# Сосновогорское
Сосновогорское (фин. Paakkarilanjärvi) — пресноводное озеро на территории Каменногорского городского поселения Выборгского района Ленинградской области.

## Общие сведения
Площадь озера — 0,5 км², площадь водосборного бассейна — 6,4 км². Располагается на высоте 23,3 метров над уровнем моря.
Форма озера дугообразная, продолговатая: оно на полтора километра вытянуто с северо-запада на юго-восток. Берега каменисто-песчаные, преимущественно возвышенные.
Из озера вытекает безымянный водоток, который, протекая ниже по течению через озеро Никифоровское, впадает в озеро Липовское, из которого берёт начало река Нижняя Липовка, впадающая, в свою очередь, в озеро Большое Градуевское. Из Большого Градуевского берёт начало река Талинйоки, впадающая в реку Перовку. Перовка впадает в озеро Краснохолмское, из которого берёт начало река Суоккаанвирта, впадающая в Новинский залив, являющийся частью системы Сайменского канала, выходящего в Финский залив
Населённые пункты вблизи водоёма отсутствуют.
Код объекта в государственном водном реестре — 01040300511102000009568.